# Ymnos pros tin Eleftherian
Ymnos eis tin Eleftherian (grekiska, Ύμνος εις την Ελευθερίαν - Hymn till friheten), är Greklands och Cyperns nationalsång.
Sången utgörs av de två första verserna i en 158 verser långt dikt som skrevs av poeten Dionýsios Solomós 1823. Den blev tonsatt av Nikolaos Mantzaros 1865. Dikten på 158 verser har gett upphov till faktoiden "Greklands nationalsång har 158 verser. Det finns hittills ingen som lärt sig alla verserna utantill." Detta är ett missförstånd då det är dikten och inte sången som är så lång. Trots detta har Ymnos pros tin Eleftherian kallats för världens längsta nationalsång. I Grekland är bara de 24 första officiellt en del av nationalsång och bara de två första brukar sjungas.
Sången blev Greklands nationalsång år 1865 och Cyperns år 1966.

## Grekisk text
| Grekiska alfabet                                                                                     | Transkibering                                                                                           |
| --- | --- |
| Σε γνωρίζω από την κόψη, του σπαθιού την τρομερή, Σε γνωρίζω από την όψη, που με βια μετράει την γη. | Se gnorizo apo tin kopsi, Tou spathiou tin tromeri, Se gnorizo apo tin opsi, Pou me via metraei tin gi. |
| Απ' τα κόκαλα βγαλμένη, των Ελλήνων τα ιερά, Και σαν πρώτα ανδρειωμένη, χαίρε, ω χαίρε Ελευθεριά.    | Ap'ta kokala bgalmeni, Ton Ellinon ta iera, Kai san prota andreiomeni, Xaire, o xaire Eleftheria.       |

Källa:

## Engelsk text
I shall always recognise you

By the dreadful sword you hold,

As the earth, with searching vision,

You survey, with spirit bold.

'Twas the Greeks of old whose dying

Brought to birth our spirit free.

Now, with ancient valour rising,

Let us hail you, oh Liberty!

## Fri översättning av den engelska texten ovan
Jag skall alltid känna igen dig

genom det fruktansvärda svärd du bär,

medan jorden, du med sökande blick,

överblickar, med djärv ande.

Det var de gamla grekerna vars död

bringade till födelse våra fria själ.

Nu, med urtida tapperhet stigande

låt oss hälsa dig, åh Frihet!